# エリック・ロニス
エリック・ロニス（Erick Lonnis Bolaños、1965年9月9日 - ）は、コスタリカの元サッカー選手。元コスタリカ代表。ポジションはゴールキーパー。

## 来歴
1992年12月にコスタリカ代表デビュー。2002 FIFAワールドカップ・北中米カリブ海予選・最終予選では9試合に出場、1位で3大会ぶりのワールドカップ出場権を獲得した。2002 CONCACAFゴールドカップでは4試合に出場、準優勝した。2002 FIFAワールドカップでもグループステージ全3試合に出場した。コスタリカ代表で通算75試合に出場した。

## 代表歴

### 出場大会
- コスタリカ代表
  - 2002 FIFAワールドカップ

### 試合数
- 国際Aマッチ 75試合 0得点（1992年-2002年）[1]

| コスタリカ代表 | 国際Aマッチ | 国際Aマッチ |
| 年             | 出場        | 得点        |
| -------------- | ----------- | ----------- |
| 1992           | 1           | 0           |
| 1993           | 10          | 0           |
| 1994           | 0           | 0           |
| 1995           | 5           | 0           |
| 1996           | 8           | 0           |
| 1997           | 11          | 0           |
| 1998           | 3           | 0           |
| 1999           | 11          | 0           |
| 2000           | 3           | 0           |
| 2001           | 13          | 0           |
| 2002           | 10          | 0           |
| 通算           | 75          | 0           |